# Stadhouderskade 151-154
Stadhouderskade 151-154 betreft een viertal (bijna) gelijke panden aan de Stadhouderskade/Singelgracht te Amsterdam-Zuid, de Pijp.

## Geschiedenis
De panden zijn ontworpen door de aannemers, architecten en makelaars Jan Willem Hartgerink en Hendrik Dirks Kramer en staan zelfs op één bouwtekening. In tegenstelling tot meerdere panden ontworpen door beide heren zijn ze niet symmetrisch van aard. Het complex bestaat uit twee symmetrisch gebouwde gebouwen met vier etages met zolder en twee symmetrisch gebouwde gebouwen van drie etages met zolder. Zoals de gebouwen erbij staan lijkt het net of er geen geld meer was voor de vierde etage, maar het was dus al via de bouwtekening vastgelegd. De genoemde symmetrie is in de loop der jaren verder verloren gegaan op de begane grond. Deze diende in het begin nog tot woonhuis/kantoor, maar in 2016 zit in drie op de vier panden een bedrijf op de begane grond..

## Gebruik
151Op nummer 151 woonde een drietal illustere families: Joseph Lion Salomonson met vrouw Rachel Stokvis, Jan François Leopold de Balbian Verster met vrouw Hendrika Cornelia de Balbian Verster-Bolderheij en Adrianus Rutger Ophorst met vrouw Grietje Elisabeth Tichelaar. Voorts zat er jarenlang een bandencentrum genaamd Peetoom op dat adres, maar ook Asian Home Decoration. In 2016 is er een kunstgalerie gevestigd.
152Op nummer 152 had Cor Klinkert voor de Tweede Wereldoorlog een dansstudio. Ook was er enige tijd een bouwfirma gevestigd. In 2016 zit er op de begane grond een filmbedrijf. De ondergevel is duidelijk uit een andere stijlperiode dan de rest van het gebouw.
153Op  nummer 153 was enige tijd gevestigd een bestuurslid van Vereeniging Zonnestraal. In 1940 kwam hier Pension Van Loggem, een ritueel tehuis voor (Joodse) ouden van dagen en hulpbehoevenden. De familie Van Loggem-Dresden, die het voerde, overleefde de oorlog niet, net zoals veel bewoners van dit tehuis.
154Op nummer 154 was enige tijd het Russische reisbureau Intourist gevestigd. In 2016 herbergt het een aantal kantoren. Eerste bewoner was hoogleraar Willem Stoeder.
Oost ·
160 ·
158 ·
157 ·
156 ·
155 ·
151-154 ·
149-150 ·
145-146 ·
142-144 ·
140-141 ·
137-139 ·
135-136 ·
130-134 ·
129 ·
128 ·
125-127 ·
123-124 ·
116-122 ·
115 ·
110-113 ·
100-101 ·
97 ·
95-96 ·
93-94 ·
92 ·
91 ·
89-90 ·
87-88 ·
86 ·
85 ·
84 ·
82-83 ·
78-79 ·
77 ·
Heineken Brouwerij ·
74 ·
72-73 ·
69-70 ·
68 ·
67 ·
65-66 ·
64 ·
62-63 ·
60-60a ·
58-59 ·
56-57 ·
Willemshuis ·
Van Nispenhuis ·
Kapel van Sint Josephs Gezellen-Vereeniging ·
54 ·
52-53 ·
47-49 ·
Carel Willinkplantsoen ·
Polderhuis ·
Ruysdaelkade 2-4 ·
Judith Leysterbrug ·
42 (Rijksmuseum) ·
40-41 ·
31-35 ·
30 ·
29 ·
Park Centraal Amsterdam ·
Stedemaagd (Vondelpark) ·
Byzantium ·
Koepelkerk ·
12 (Marriott) ·
Persilhuis ·
7 ·
5 ·
3 ·
1 ·
West